# Daniel Müller
Pour les articles homonymes, voir Müller.
Daniel Müller, né le 29 mai 1965, est un joueur suisse de curling notamment champion olympique en 1998.

## Carrière
Pendant sa carrière, Daniel Müller prend part aux championnats du monde 1988 où il est quatrième et aux championnats d'Europe 1997 où il est cinquième. Il participe une fois aux Jeux olympiques, en 1998 à Nagano au Japon, avec Dominic Andres, Patrick Hürlimann, Patrik Lörtscher  et Diego Perren. Il devient champion olympique après une victoire en finale contre les Canadiens.